# Утяжкино
Утяжкино — посёлок в Сенгилеевском районе Ульяновской области. Входит в состав Елаурского сельского поселения.

## География
Находится в 20 км к юго-западу от города Сенгилей, при автодороге Сенгилей — Тереньга. Примыкает к лесному массиву.

## История
Посёлок известен со второй половины XVII века. Неподалеку друг от друга существовали четыре деревни: Калмыкова, Иртушкина, Мастрюкова и Утяшкина (Утяжкино). Это были небольшие поселения от 5 до 15 дворов, построенные на земле, выделенной в 1680 году по челобитью артели новокрещёных чуваш Уржумки Актяева с товарищами, нёсшими государеву пограничную охранную службу на Симбирской черте. Через три года эта земля перешла к Аштерячке Актерянову. Возможно, Аштерячка Актерянов, став старшим служилых чуваш, и основал эти поселения. В 1763 году у жителей этих поселений землю скупил полковник Алексей Петрович Бекетов. Продав свою землю «всю без остатка» жители этих четырёх деревень покинули эти места и переехали жить в соседние чувашские села (в Елаур), так как в дальнейших источниках эти поселения не были указаны. И только в Столыпинскую аграрную реформу (1908—1911) здесь опять появились люди.
В 1918 году посёлок вошёл в состав Бекетовского с/с, куда вошли: Бекетовка, Утяжкино, Весёлый Ключ (с/х арт.), Новые Донцы (с/арт.), Лектехсырьё (совхоз).
В 1926 году на базе бывшей панской фермы Чернявского было организовано товарищество по совместной обработке земли «Весёлый Ключ». В ТОЗ объединились 30 хозяйств. Весной 1930 года жители посёлка Утяшкино вступили в колхоз «Большевик» (центр — Бекетовка). В 1935 году колхоз «Большевик» был разукрупнён на 6 колхозов: им. Ворошилова, им. Молотова и «Большевик» — в Бекетовке, им. Будённого — в Новых Донцах, «Чапаева» — в пос. Весёлый Ключ и «Рассвет» — в пос. Утяшкино (Утяжкино). В 1950 году колхозы объединились в два колхоза с названием им. Молотова и «Рассвет». В 1954 году колхоз «Рассвет» вошёл в состав колхоза им. Молотова. В 1958 году колхоз им. Молотова переименован в колхоз «Рассвет».

## Население
| 2010 |
| ---- |
| 3    |

В 1930 году — 79 жителей (в 15 дворах); в 2002 году — 6 человек (русские 100 %).

## Достопримечательность
- «Ветла Марии» (ул. Лесная № 9) — возраст 174 года на 2018 г., Ø = 5 м 20 см, Н = 18 м. В 2015 году дереву был присвоен статус памятника живой природы[6][7][8][9][10].[11][12][13][14][15][16][17]